# グスタヴ・セーデルストレム
グスタヴ・ウローヴ・セーデルストレム（Gustaf Olof Cederström、1845年4月12日 - 1933年8月20日）は、スウェーデンの画家である。

## 略歴
ストックホルムに海軍士官の息子に生まれた。先祖が18世紀初めにカール12世にしたがってベンデルでの戦いに参加したとされ、子供の頃から歴史好きであった 。初め軍人を目指し1864年に海軍に入るが、1870年に除隊し、芸術家の道に進むことにした。ストックホルムの美術学校で学んだ後、デュッセルドルフ美術アカデミーでフェルディナンド・ファーゲルリーンに学び、パリではレオン・ボナに学び、イタリアでも学んだ。1873年にパリで描いた一連の絵画で注目されるようになった。
1878年にスウェーデン王立美術院の会員に選ばれ、翌年美術院の教授に任じられ、1899年から1911年の間は美術院の校長を務めた。
1878年のパリの万国博覧会にカール12世を描いた一連の歴史画を出展した。この絵は、カール12世の退却が冬ではなかったなど史実には忠実ではなかったが象徴的に描かれていた。この絵はロシア大公コンスタンチン・ニコラエヴィチに買い取られ 、革命後に買い戻されてスウェーデン国立美術館に収蔵されている。
歴史画の他に、肖像画、人物画も描いた。

## 主な作品

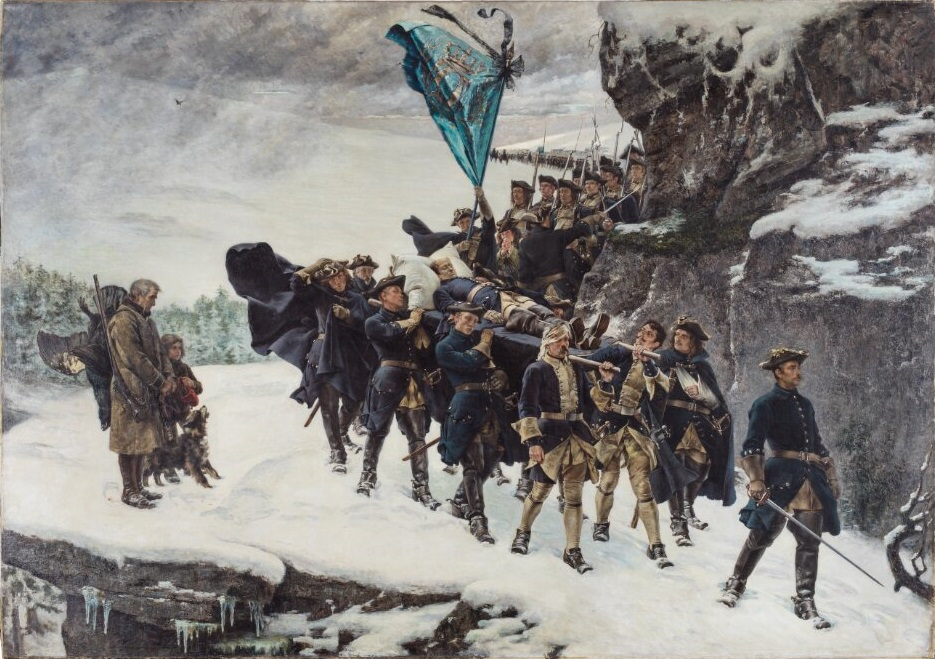
『カール12世の葬送』[6]（Karl XII:s likfärd）。スウェーデン国立美術館蔵[6]。
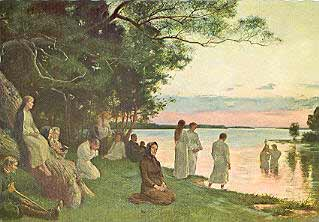
『バプティストたち』（Baptisterna）
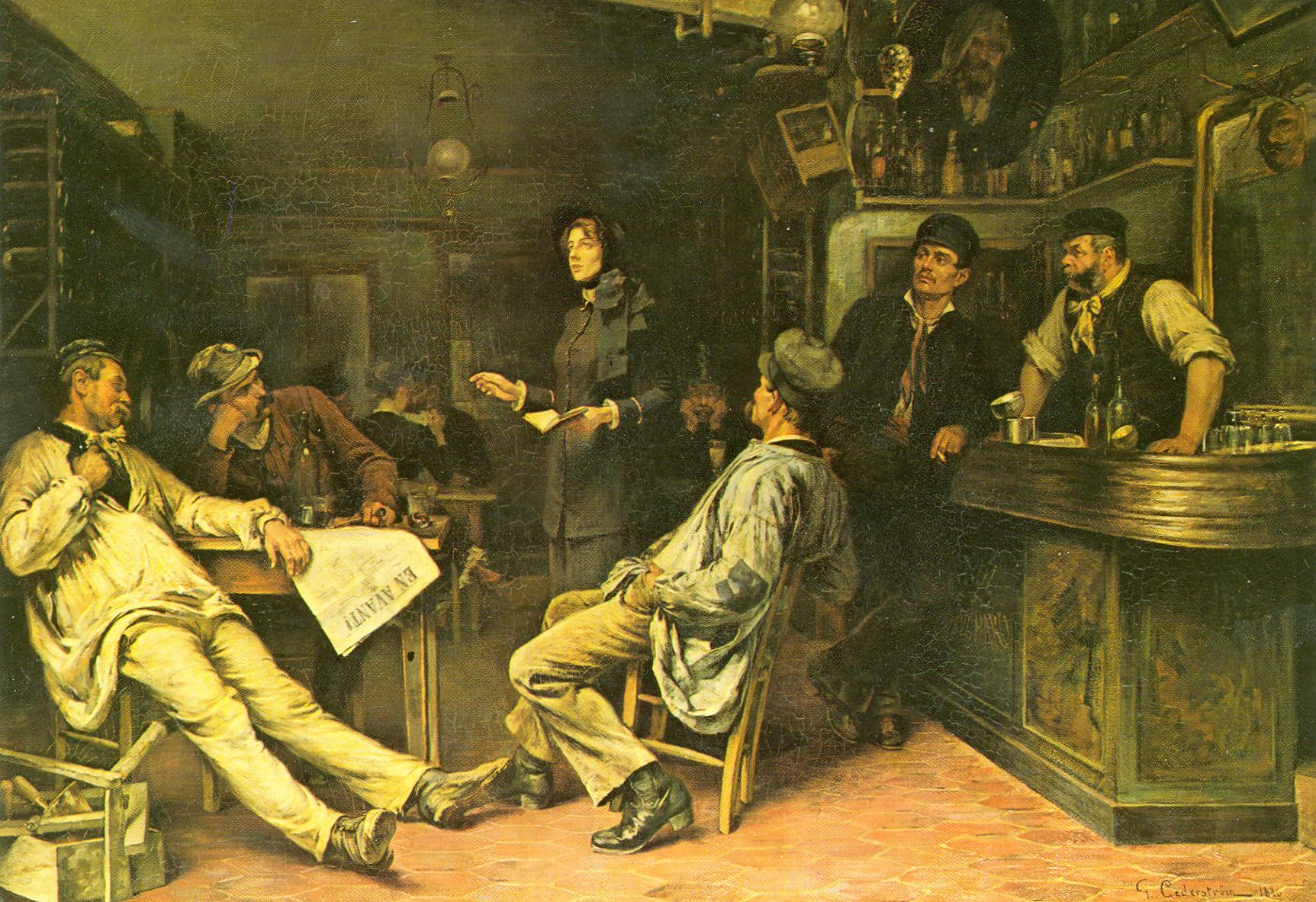
『救世軍』（Frälsningsarmén）
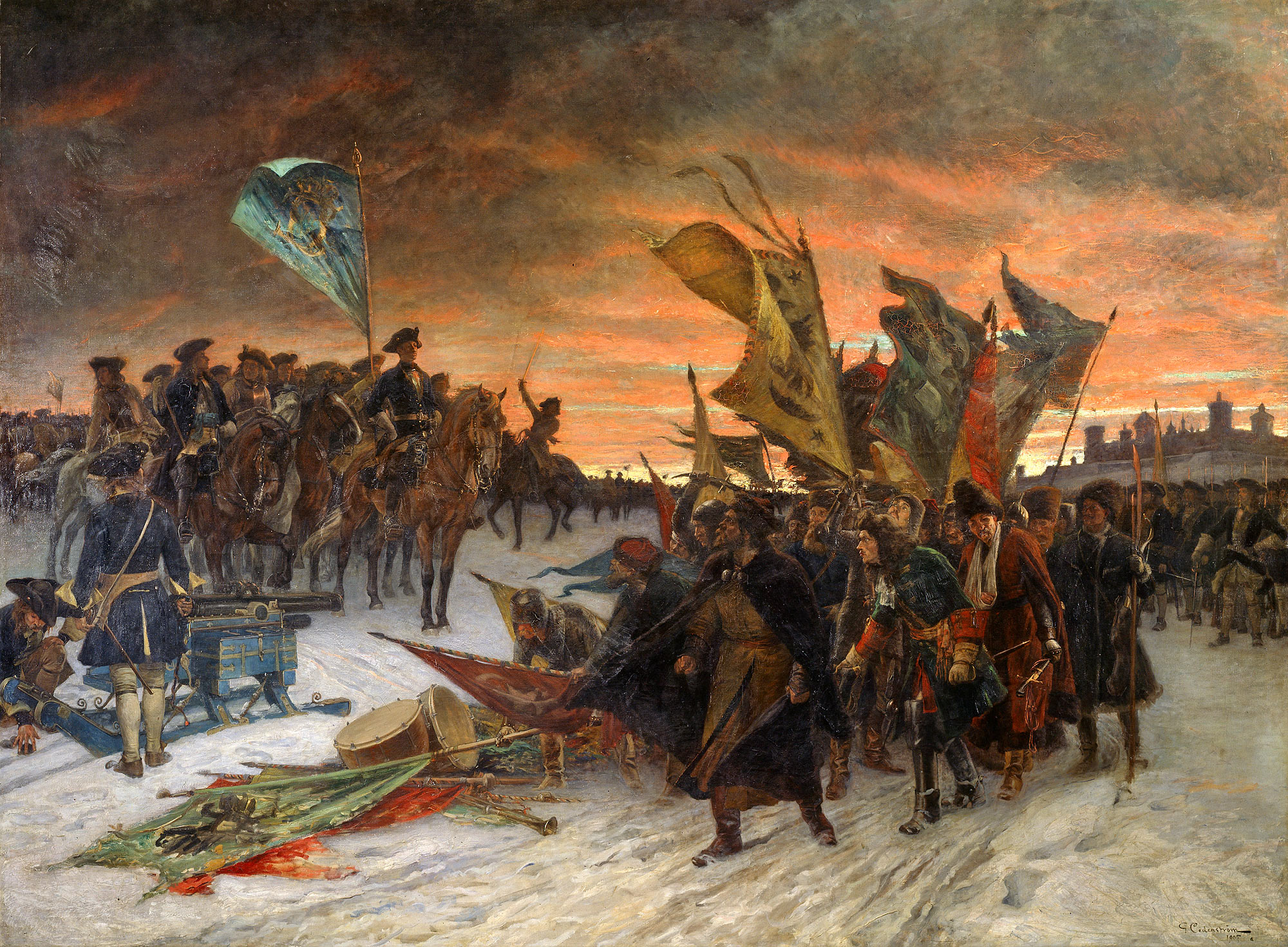
『ナルヴァの戦い』（Segern vid Narva）
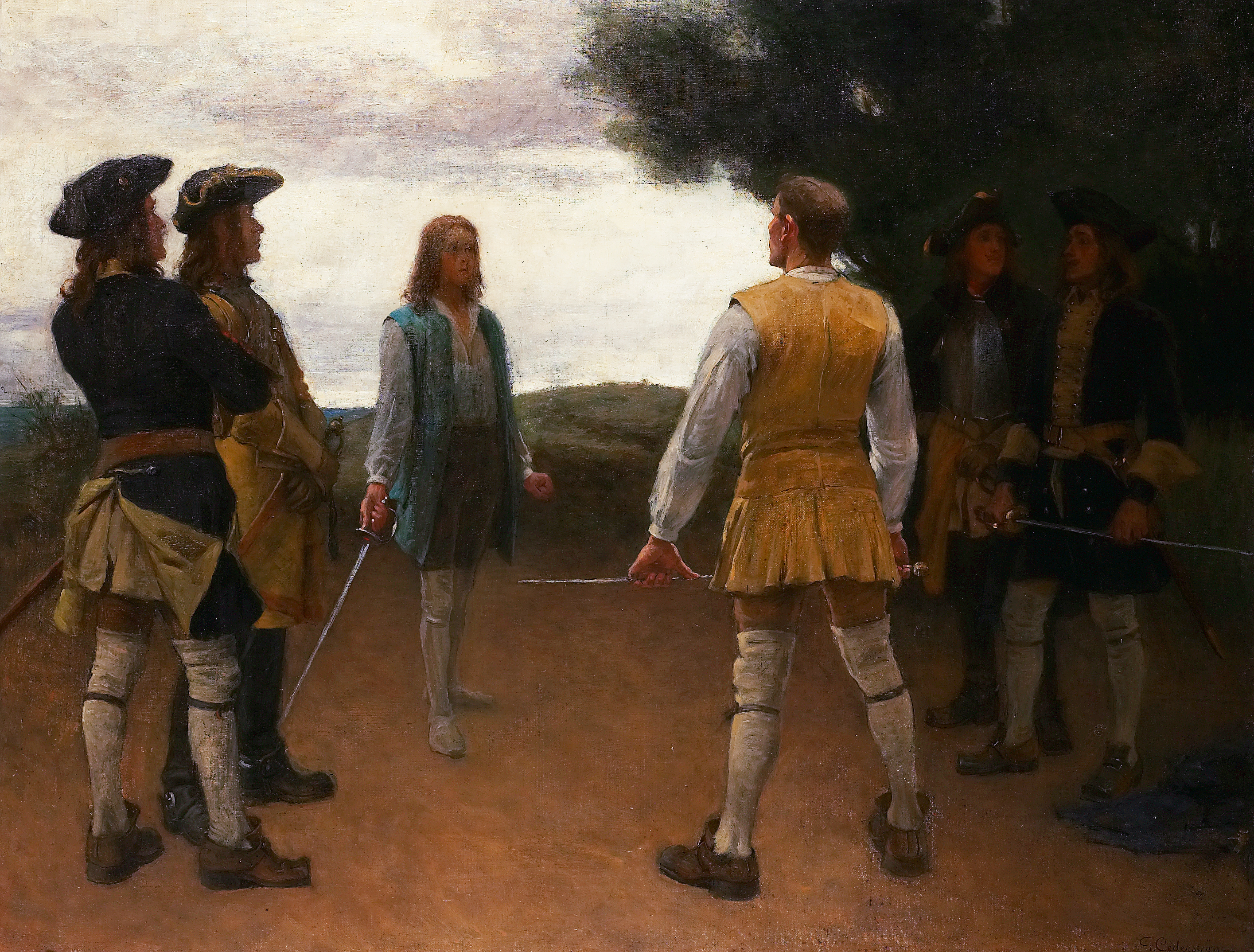
『ダヴィデとゴリアテ』（David och Goliath, 1918年）
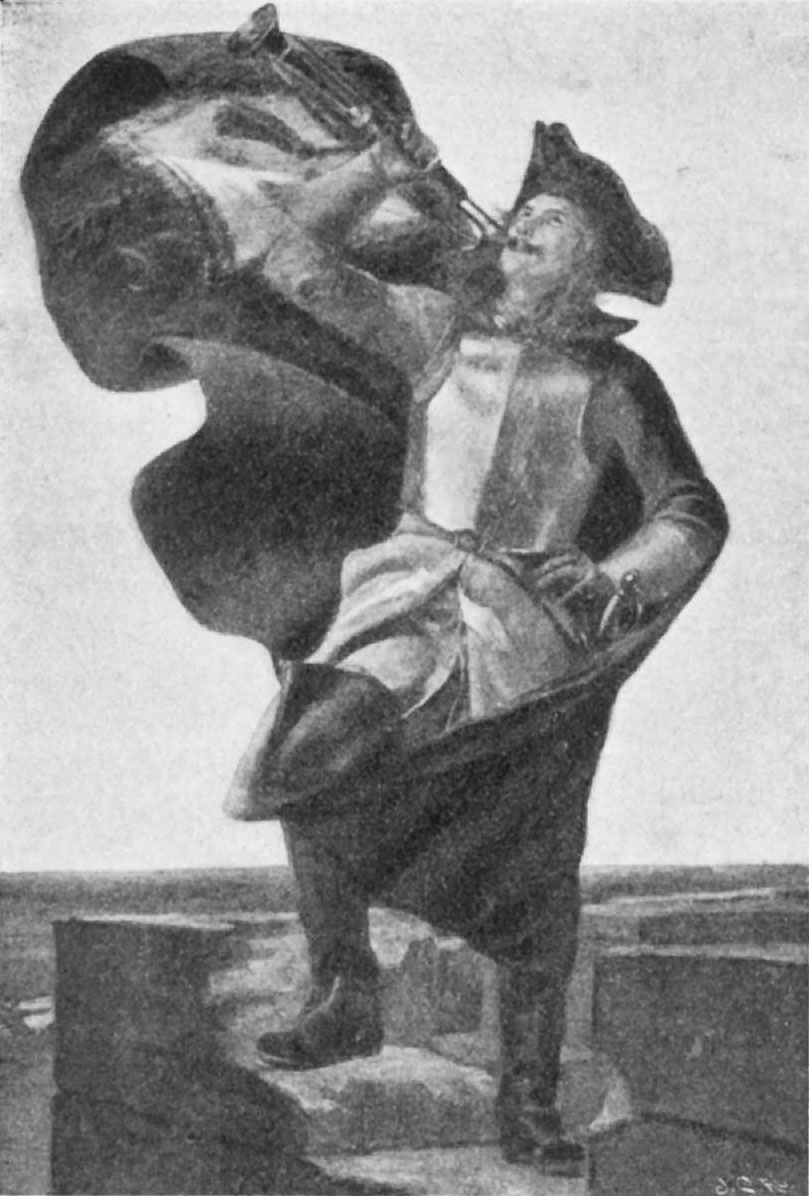
『起床ラッパ』（Revelj, 制作年不詳）